# Absolut musik
Denna artikel handlar om musikbegreppet absolut musik. För samlingsalbumserien, se Absolute Music.
Absolut musik eller abstrakt musik är ett begrepp inom musikteori och musikvetenskap som ibland används som beteckning för instrumentalmusik som inte syftar på eller illustrerar en berättelse, handling eller sinnesstämning, det vill säga motsatsen till programmusik. 
Absolut musik kan också avse musik som är befriad från utommusikaliska associationer.
Begreppet behandlar således relationen mellan musikens form och innehåll.
Termen abstrakt musik har särskilt använts för den "den nya saklighetens" tonkonst, som under och efter första världskriget skapades som en medveten protest mot romantikens överdrivet känslomättade subjektivism.